# CBSi
(주)CBSi(씨비에스아이)는 대한민국의 인터넷 멀티미디어 회사로 2000년 5월 23일 설립되었으며 CBS기독교방송의 자회사이다. 인터넷 노컷뉴스(Nocut News)를 발행, 운영하고 있으며 회사는 서울특별시 양천구 목동 917-1 CBS기독교방송의 빌딩 7층에 있다.
뉴스에서는 기존에 공개되지 않던 언론사의 취재정보 내부 보고사항을 인터넷에 그대로 공개해 보여줌으로써 정보의 공정성을 확보하고, 국민의 알권리를 충족시킬 목적으로 2003년 11월 3일 서비스를 시작한 뉴스 전문 인터넷 포털사이트이다.
2004년 불법대선자금 수사 특종보도, 2004년 정동영 열린우리당 의장 노인폄하 발언 파문, 2006년 박근혜 전 한나라당 대표 피습현장 특종보도, 2008년 정몽준 뉴타운 발언 파문, 2010년 천안함사건 VIP메모 특종보도 등이 화제가 되기도 했다.
노컷뉴스와 CBS의 전국 14개 네트워크 기자 200여명이 현장 취재 소식과 더불어 CBS의 대표적인 시사 프로그램 방송을 통해 다른 신문과 방송에서 접할 수 없는 생생한 뉴스를 과감하게 편집 없이 네티즌에게 전하는 데 중점을 둔다. 가장 큰 특징은 언론이 독점하고 있는 정보 소스를 일반에 공개함으로써 뉴스의 공정성을 꾀할 수 있고, 뉴스 속보를 신속하게 서비스할 수 있다는 점이다.
'노컷뉴스'는 정치, 사회, 경제, IT, 스포츠, 문화, 연예, 지역, 국제, 부동산, 북한, 정보통신, 칼럼, 기자수첩, 뉴스해설, 여행, 라이프, 동영상, 사진, 그래픽뉴스 등을 다루며, CBS의 뉴미디어 분야를 견인하고 있다. 본사는 서울특별시 양천구 목동(木洞) CBS빌딩 본관에 있다.
한편, CBSi(씨비에스아이)가 대주주인 타블로이드 무료 일간 신문 데일리노컷뉴스 신문은 CBS의 손자회사인 (주)CBS노컷뉴스가 발행하였으나, 경영악화로 2014년 7월 15일 파산하였다. 데일리 노컷뉴스는 그동안 자체 뉴스 콘텐츠와 CBS 및 인터넷 노컷뉴스로부터 콘텐츠를 제공받아 왔다.

## 같이 보기
- 노컷뉴스
- 데일리 노컷뉴스